# Obsessed by Cruelty
Obsessed By Cruelty (с англ. — «Одержимые жестокостью») — дебютный студийный альбом немецкой трэш-метал группы Sodom. Был записан дважды. Первая версия издана лейблом Metal Blade Records, вторая версия - Steamhammer и содержит трек «After The Deluge». Выпущен в 1986 году. Альбом переиздавался на виниле в 2005 (Vinyl Maniacs, Sweden) и 2016 (Wax Maniacs records, USA) годах. Переиздание 2016 года содержит две версии альбома. Основные издания на CD содержат американскую версию альбома.

## Издания альбома
Существуют две разные версии этого альбома. Группе пришлось записать альбом дважды, потому что их звукозаписывающая компания не была удовлетворена оригинальным результатом. Первая версия была записана в Берлине и выпущена на виниле на лейбле Metal Blade Records в США в 1986 году. Вторая версия была записана в Нюрнберге и в том же году выпущена Steamhammer Records на их родине, в Германии. По словам Тома Энджелриппера, вокалиста группы, вторая запись «совершенно другая» и включает бонус-трек под названием «After the Deluge».

### Переиздание
Obsessed by Cruelty был переиздан вместе с дебютным мини-альбомом группы In the Sign of Evil в 1988 году, и содержал первоначальную версию (записанную в Берлине), а в 2005 году был выпущен на виниловой пластинке лейблом Vinyl Maniacs.

## Влияние
Альбом оказал большое влияние на формировавшийся в то время блэк-метал. Основатель и гитарист Mayhem Евронимус описал ранние релизы Sodom и Destruction как недооцененные «шедевры зловонного блэк-метала». Он также назвал свой лейбл Deathlike Silence Productions в честь второго трека с альбома.

## Список композиций
Вся музыка написана Sodom.
Версия для США
| №  | Название               | Длительность |
| -- | ---------------------- | ------------ |
| 1. | «Intro»                | 1:53         |
| 2. | «Deathlike Silence»    | 5:06         |
| 3. | «Brandish the Sceptre» | 2:56         |
| 4. | «Proselytism Real»     | 3:31         |
| 5. | «Equinox»              | 3:32         |

| №                   | Название                   | Длительность |
| ------------------- | -------------------------- | ------------ |
| 6.                  | «Obsessed by Cruelty»      | 5:47         |
| 7.                  | «Fall of Majesty Town»     | 4:01         |
| 8.                  | «Nuctemeron»               | 3:00         |
| 9.                  | «Pretenders to the Throne» | 2:39         |
| 10.                 | «Witchhammer»              | 2:02         |
| 11.                 | «Volcanic Slut»            | 3:21         |
| Общая длительность: | Общая длительность:        | 37:48        |

Версия для Германии
| №  | Название                 | Длительность |
| -- | ------------------------ | ------------ |
| 1. | «Intro (The Rebirth...)» | 0:56         |
| 2. | «Deathlike Silence»      | 5:18         |
| 3. | «Brandish the Sceptre»   | 2:56         |
| 4. | «Proselytism Real»       | 3:25         |
| 5. | «Equinox»                | 3:36         |
| 6. | «After the Deluge»       | 4:54         |

| №                   | Название                   | Длительность |
| ------------------- | -------------------------- | ------------ |
| 7.                  | «Obsessed by Cruelty»      | 5:05         |
| 8.                  | «Fall of Majesty Town»     | 4:04         |
| 9.                  | «Nuctemeron»               | 3:02         |
| 10.                 | «Pretenders to the Throne» | 2:37         |
| 11.                 | «Witchhammer»              | 1:36         |
| 12.                 | «Volcanic Slut»            | 2:58         |
| Общая длительность: | Общая длительность:        | 40:27        |

## Участники записи
- Томас Зух — вокал, бас-гитара
- Михаэль Вульф — гитара
- Кристиан Дудек — ударные